# Lloyd Harris
Lloyd George Muirhead Harris, född 24 februari 1997, är en sydafrikansk tennisspelare. Han har som högst varit rankad på 31:a plats på ATP-singelrankingen och på 135:e plats på dubbelrankingen.

## Karriär
I januari 2020 nådde Harris sin första final på ATP-touren vid Adelaide International, där han förlorade mot Andrej Rubljov.

## ATP-finaler

### Singel: 2 (2 andraplatser)
| Teckenförklaring       |
| ---------------------- |
| Grand Slam (0–0)       |
| ATP Finals (0–0)       |
| ATP Masters 1000 (0–0) |
| ATP 500 Series (0–1)   |
| ATP 250 Series (0–1)   |

| Finaler efter underlag |
| ---------------------- |
| Hard court (0–2)       |
| Grus (0–0)             |
| Gräs (0–0)             |

| Resultat | V–F | Datum        | Turnering                                         | Kategori   | Underlag   | Motståndare    | Resultat |
| -------- | --- | ------------ | ------------------------------------------------- | ---------- | ---------- | -------------- | -------- |
| Tvåa     | 0–1 | Januari 2020 | Adelaide International, Australien                | 250 Series | Hard court | Andrej Rubljov | 3–6, 0–6 |
| Tvåa     | 0–2 | Mars 2021    | Dubai Tennis Championships, Förenade Arabemiraten | 500 Series | Hard court | Aslan Karatsev | 3–6, 2–6 |

### Dubbel: 1 (1 andraplats)
| Teckenförklaring       |
| ---------------------- |
| Grand Slam (0–0)       |
| ATP Finals (0–0)       |
| ATP Masters 1000 (0–0) |
| ATP 500 Series (0–1)   |
| ATP 250 Series (0–0)   |

| Finaler efter underlag |
| ---------------------- |
| Hard court (0–0)       |
| Grus (0–0)             |
| Gräs (0–0)             |

| Resultat | V–F | Datum         | Turnering                     | Kategori   | Underlag       | Medspelare | Motståndare                  | Resultat              |
| -------- | --- | ------------- | ----------------------------- | ---------- | -------------- | ---------- | ---------------------------- | --------------------- |
| Tvåa     | 0–1 | Februari 2022 | Rotterdam Open, Nederländerna | 500 Series | Hard court (i) | Tim Pütz   | Robin Haase Matwé Middelkoop | 6–4, 6–7(5–7), [5–10] |